# Turner Entertainment
Turner Entertainment Co. è una società cinematografica statunitense, fondata nel 1986 da Ted Turner. È una divisione del gruppo Warner Bros. Discovery.
È conosciuta per essere in possesso dei diritti della serie di cartoni animati Tom & Jerry.

## Storia
Dal 1986 con l'acquisizione della Metro-Goldwyn-Mayer da parte di Ted Turner detenne le biblioteche di film pre-1986 Metro-Goldwyn-Mayer, pre-1950 Warner Bros. e RKO Pictures.
il 29 ottobre 1991, venne annunciata l'acquisizione della Hanna-Barbera per 320 milioni di dollari. L'anno successivo venne lanciato Cartoon Network e, successivamente, Boomerang TV (canale dedicato alla riproposizione dei vecchi cartoni). Il 17 agosto 1993, acquisì Castle Rock Entertainment e New Line Cinema per 650 milioni di dollari.
Il 10 ottobre 1996, Turner Broadcasting System è entrata a far parte del conglomerato Time Warner, società nata dalla fusione di Time Inc. e Warner Communications.